# Portugalská rallye 1986
Portugalská rallye 1986 byla třetí soutěží Mistrovství světa v rallye 1986. Během soutěže došlo k několika střetům s diváky a to přispělo k zrušení skupiny B. Tým Audi Sport nasadil jediný vůz Audi Quattro S1, který pilotoval Walter Röhrl. 
Během první etapy došlo k tragédii, když domácí jezdec Joaquim Santos, člen týmu Ford M-Sport vlétl do diváků a tři z nich zabil. Tovární tým ze soutěže okamžitě odstoupil. Ihned po nehodě byla soutěž přerušena a jezdci a představitelé týmu se sešli na konferenci. Po konferenci ze soutěže odstoupili všichni jezdci z továrních týmů skupiny B.

## Výsledky
1. Moutinho, Fortes - Renault 5 Turbo
2. Bica, Junior - Lancia 037 Rally
3. Del Zoppo, Roggia - Fiat Uno Turbo
4. Ortigao, Perez - Toyota Corolla GT
5. Tchine, Thimonier - Opel Manta 400
6. Coulomines, Causse - Peugeot 205 GTI
7. Fernandes, Monteiro - Fiat Ritmo Abarth
8. Recordati, Delorne - Opel Manta 400
9. Segurado, Prata - Renault 11 Turbo
10. Coutinho, Manuel - Toyota Corolla GT